# 東周列萌志
《東周列萌志》，是由離水三尺工作室製作的少女遊戲。2018年8月17日於steam上推出Microsoft Windows以及MacOS版本。

## 遊戲內容
該遊戲為多重結局系統的少女遊戲，在遊戲中玩家會扮演女主角穿越時空至2300多年前春秋戰國時期中齐国的某處小鄉村中，並在那邊與儒家、墨家、道家、名家、法家以及陰陽家等善於各家學說男子們相遇，並跟他們產生愛戀的情愫，女主角到最後那份情愫會歸屬至何家，一切皆由玩家掌握。遊戲除了六家的男主角劇情線各兩個結局外，也有與青石關老闆娘的深厚友誼劇情線以及與年齡差距甚大的鄒衍相戀劇情線，甚至還有女主角成為獨樹一幟的大學者結局。

## 角色
周婷妤（玩家可自訂名稱）
本作女主角，年齡十八歲，現代人，學歷為大學一年級學生，個性聰明可愛又開朗，但是對待課業不用功，為人不溫柔又愛吐槽他人。但是因為她擁有這樣的特質所以很意外的能夠與愛辯論的諸子百家搭上話題。
孔回（配音：蘭陵）
字孟卿，年齡十六歲，國籍魯國人，專研於儒家，性格溫和又文謅謅，時常讀書的少年，家傳儒家學說，願望是推廣此學說，外表雖然沒甚麼精神，不過內心似乎隱藏著未知的潛能。
墨軒（配音：北炎）
字游光，年齡二十歲，國籍魯國人，專研於墨家，內心充滿同情心，好和平，一天到晚夢想著能夠解救世人的怪異之人，能夠自行製作各式工藝，嚮往機關木甲術，是一名皮膚黝黑的陽光青年。
莊離（配音：藤新）
字子聚，年齡二十二歲，原先為宋國人後來變楚國人，專研於道家，是一名聰明瀟灑，冷眼旁觀對待世間事物，看似理性的男子，嘴上總是掛著看似若有似無的笑容，為人還算和善。
惠楊（配音：某神話）
字仲翔，年齡二十一歲，原先為宋國人後來變楚國人，專研於名家，小時候與莊離是同學好友，不過兩人常常爭吵，邏輯能力強，言詞又犀利，喜歡辯論又喜歡用言語貶低他人，但內心似乎有著溫柔的一面。
韓寧（配音：幻化作風）
字子佩，年齡二十五歲，國籍韓國人，專研於法家，是一位個性陰暗，不會隨意相信他人的人。飽讀詩書，有著自己一套的政治理論，對別人的心理了解甚深，身材又人高馬大，是一位眼神十分銳利的貴公子。
鄒青月（配音：叮噹）
字暮之，年齡十九歲，國籍不明，專研於陰陽家，是一為長途跋涉的旅行者，舉止從容，講話風趣，喜歡對女主角開玩笑。但是很難了解到他笑容之下到底在思考甚麼，似乎身上含有著一些秘密。
黃歇（配音：羽瀟）
年齡四十歲的楚國人，女主角在臨淄遇到的看不出四字頭的娃娃臉帥哥，打扮和氣質都是優雅貴公子的相貌。
荀子（配音：羽瀟）
年齡六十二歲的趙國人，稷下學宮祭酒，儒家學說的代表人物之一，外表雖溫柔，事實上對這個世間有著各種不平。
邹衍（配音：濁酒）
五十歲的齊國人，是一名稷下學宮的著名學者，陰陽家的代表人物，興趣是聊天說地。

## 製作

### 經歷
遊戲中的開發人員小望因為著迷於先秦哲學思想，再加上她本人熱愛玩遊戲，因此便在批踢踢兔個人版上發文表示想要製作像這類戀愛遊戲，之後便開始著手進行人物設定，同時小望的朋友小魚也發現了她的行動，並表示自願擔任遊戲製作的美術設計。小望本以為小魚只是隨口談談，結果沒想到小魚還真的畫出來，因此為了不辜負小魚的期望小望開始著手至網路搜尋有關於製作遊戲的方法，後來在在一番搜尋後終於找到了一個名為THE NVL Maker的游戏引擎。雖然小望因為是中文學系的關係，對程式方面一竅不通，不過在她透過摸索以及在各大論壇的討論區搜尋相關知識後終於製作出試玩版本。
雖然開發人員們原以為這種遊戲只有就讀中文學系的人才會感到興趣，再加上朋友試玩的評價不太好，不過他們將試玩版放上網路提供試玩，後來評價意外不錯。玩家們的回饋成了開發團隊的強心針，她們便決定要將這款遊戲好好地完成。
該遊戲無法在預定時間上市主要原因出在於遊戲劇本上，因為要如何拿捏對白能夠充分表達思想意涵的前提下又不能讓玩家覺得枯燥乏味，因此編寫劇本的小望只能將行文寫得盡可能簡潔，但為了表達思想，也必須花篇幅去描寫，因此龐大的工作量造成了遊戲無法如預期上市。而小望在編寫劇本的期間也有前往中國進行實地考察。
因為當時製作該遊戲時沒有很大的企圖，所以原本只想作一首主題曲就好，其餘就找免費的音樂素材來用，不過製作音樂的Erato央央卻發現主題曲中的段落若拆出來稍作變化就可以成為遊戲中不同部分的配樂，後因商業化的規劃，因此Erato央央也希望盡量採用原創音樂，因此讓遊戲的音樂製作規模越來越大。而遊戲內的音樂也並非Erato央央獨力完成，在編曲方面也是有依賴他人創作，當她完成主旋律並決定風格和樂器後，她便會請他人協助合成製作。
遊戲內的配音是募資之後才追加上去的遊戲內容，而開發團隊尋找配音員方式則是以詢問朋友的方式來了解尋找，並以試聽的方式來選出需要的配音員。

### 主題曲
片頭曲「情鍾」
作詞：Erato央央，作曲：Erato央央，編曲：Hans Tsai，演唱：Erato央央，混音後製：Hans Tsai，錄音：Hans Tsai
片尾曲「秋水」
作詞：小望，作曲：Erato央央，編曲：Hans Tsai，演唱：Erato央央，混音後製：Hans Tsai，錄音：大河音樂工作室

### 桌遊
《稷下學宮》
為嘖嘖平台上啟動的募資企劃，且集資不到3小時便達標，確定製作，並預計2019年春季發行。

## 外部連結
- 《東周列萌志》遊戲官方網站 （页面存档备份，存于）